# Oksatrihinacen
Oksatrihinacen je organski katjon sa formulom C
9H
9O+
. On je oksonijumski jon, sa trovalentnim atomom kiseonika sa +1 nabojem vezanim za ugljenike 1,4, i 7 ciklononatrienskog prstena, čime formira tri stopljena pentagonalna prstena. Ovo jedinjenje može da poseduje slab tris-homoaromatični karakter.
Oksatrihinacen je veoma stabilan u poređenju s drugim oksonijumskim katjonima, made ne u ektremnoj meri kao što je slučaj sa srodnim oksatrihinanom. On reaguje sa vodom, ali se može rastvoriti u acetonitrilu. On je mogući prekurzor oksaacepentalena, hipotetične neutrale aromatične vrste.
Oksatrihinacen je sintetisao Maskal sa saradnicima 2008. godine, putem varijante sinteze kojom je proizveden oksatrihinan.